# Петропавловская и Булаевская епархия
Петропа́вловская и Була́евская епа́рхия (каз. Петропавл және Булаев епархиясы) — епархия Казахстанского митрополичьего округа Русской Православной Церкви. Объединяет приходы в пределах Северо-Казахстанской области Республики Казахстан.

## История
Учреждена 6 ноября 1914 года как викариатство Омской епархии по имени Петропавловска-на-Ишиме.
В обращении к Патриарху Тихону приходского совета и прихожан Васильевской церкви г. Петропавловска указывалось, что «назначенный 13 сентября 1923 г. епископ Григорий (Козырев) не прибыл, — а уже прошло 5 месяцев. „…отовсюду — волки хищные — обновленцы — льстят и доносят. Из городских священников г. Петропавловска — лишь один — о. Иаков Рудаков не преклонил выи под ярмо живцов — поистине много у нас пастырей, но не много отцов“… Пишет о запугивании верующих и гонениях от ГПУ».
Возможно, некоторое время была самостоятельной во время гонений 1930-х годов. Затем викариатство Алма-Атинской епархии.
С 14 марта 1957 года — самостоятельная епархия. В новообразованную епархию вошли пять областей: Северо-Казахстанская, Акмолинская, Карагандинская, Кокчетавская и Кустанайская.
15 сентября 1960 года правящий епископ Иосиф (Чернов) был переведён на Алма-Атинскую кафедру, Петропавловская епархия была ликвидирована, а её приходы переданы в Алма-Атинскую.
Была возрождена как самостоятельная епархия 5 октября 2011 года в пределах Северо-Казахстанской области, будучи выделена из состава Костанайской епархии.
16 октября 2012 года в Департаменте юстиции Северо-Казахстанской области состоялось торжественное вручение Свидетельства о государственной регистрации Петропавловско-Булаевской епархии Православной Церкви Казахстана.

## Названия
- Петропавловская (викарная) (6 ноября 1914—1936)
- Петропавловская и Атбасарская (викарная ?) (1936)
- Петропавловская (викарная) (до 14 марта 1957)
- Петропавловская и Кустанайская (14 марта 1957 — сентябрь 1960?)
- Петропавловская и Булаевская (с 5 октября 2011)

## Епископы
Петропавловское викариатство Омской епархии
- Мефодий (Краснопёров) (6 ноября 1914 — 17 февраля 1921)
- Гавриил (Воеводин) (1919—1922) в/у, Акмолинский
- Софроний (Арефьев) (1922) в/у, Алма-Атинский
- Григорий (Козырев) (14 сентября 1923 — 16 января 1924)
- Алексий (Буй) (1924)
- Иоанн (Троянский) (1924 — 9 марта 1932)
  - Георгий (Анисимов) (10 октября 1928 — 1 марта 1929) в/у, Курганский
- Артемон (Евстратов) (10 апреля 1932 — 11 июля 1933)
- Вениамин (Иванов) (27 августа 1933 — январь 1936)
- Александр (Раевский) (сентябрь — 16 октября 1936)
- Тихон (Шарапов) (1937) в/у, Алма-Атинский

Петропавловское викариатство Алма-Атинской епархии
- Иосиф (Чернов) (22 ноября 1956 — 14 марта 1957)

Петропавловская епархия
- Иосиф (Чернов) (14 марта 1957 — 15 сентября 1960)
- Гурий (Шалимов) (5 октября 2011 — 30 мая 2014)
- Владимир (Михейкин) (с 8 июня 2014)

## Благочиннические округа
По состоянию на январь 2023 года:
- Бишкульский
- Булаевский
- Мамлютский
- Новоишимский
- Петропавловский городской
- Сергеевский